# Davis, Illinois
Davis är en ort i Stephenson County i delstaten Illinois, USA.